# Маза и Луња (филм из 2019)
Маза и Луња (енгл. Lady and the Tramp) је амерички мјузикл љубавни филм чији је режисер Чарли Бин, а писци Ендру Буџалски и Кари Гренлуд, који је продуцирао Walt Disney Pictures. Као играни филм представља адаптацију Волт Дизнијевог истоименог анимираног филма из 1955. године, који је заснован на причи „Срећан Ден, цинични пас” часописа Cosmopolitan. Гласове главним ликовима дају Теса Томпсон, Џастин Теру, Џанел Моне и Сем Елиот, док људске улоге тумаче Томас Мен, Кирси Клемонс, Ивет Никол Браун, Ф. Мари Ејбрахам, Адријан Мартинез и Кен Џонг. Посвећен је уметнику приповетке Крису Рекардију, који је преминуо у мају 2019. године.